# Walter Dell
Walter Dell (* 19. Jänner 1899 in Wien; † 9. Juli 1980 ebenda) war ein österreichischer Kunstmaler.

## Leben
Walter Dell war von 1917 bis 1919 im Kriegsdienst und italienischer Gefangenschaft. Ab 1920 studierte er an der Akademie der Bildenden Künste Wien unter Rudolf Jettmar und Serafin Maurer das Fach Restauration. Ab 1926 war er Dekorationsmaler unter anderem am Schloss Philippshof in der CSR. 1927 nahm er an einem Kurs für Restaurierung teil. 1937–1942 war er Theatermaler am Burgtheater und an der Wiener Staatsoper. Danach war er bis 1944 Bühnenbildner in Eger und Franzensbad, Karlsbad und Dresden. Von 1945 bis 1947 war er als Bühnenbildner in Wien dienstverpflichtet. 1947 bis 1966 betätigte er sich als freier Theatermaler für Bühne und Film unter anderem am Max Reinhardt Seminar sowie am Mozarteum in Salzburg.	
Er unternahm Studienreisen nach Italien, Frankreich, Griechenland, Jugoslawien, die Türkei, Schweiz und Skandinavien. Von 1966 bis zum Tode im Jahr 1980 widmete er sich freier künstlerischer Arbeit.

## Werk
Dell schuf stilpluralistische Wandbilder, Ölgemälde, Porträts und Zeichnungen. Das Œuvre zeichnet sich durch impressionistisch inspirierte Darstellungen seiner Heimat aus. Viele Werke beschäftigen sich mit Wien und der Umgebung. In seinem Werk finden sich zahlreiche Pferdemotive. Er bevorzugte die Aquarelltechnik und bei Porträts die Ölmischtechnik. Auf seinen Mittelmeerreisen fertigte er vor allem Bilder und Skizzen an.
Werkbeispiel: Blick vom Leopoldsberg auf die Donau, 1926 (Auktionstermin: 29. März 1990).

## Ausstellungen
- 1988 Theda Dell ter Hell & Walter Dell: Linolschnitte, Aquarelle in der Studio Galerie Wolf Wien.[4]

## Familie
Er war ein Neffe von Josef Dell. 1939 heiratete Walter Dell Theda ter Hell, die aus einer Berliner Künstlerfamilie stammte.